# 2094 Magnitka
2094 Magnitka је астероид главног астероидног појаса. Приближан пречник астероида је 12,69 ,
а средња удаљеност астероида од Сунца износи 2,231 астрономских јединица (АЈ).
Инклинација (нагиб) орбите у односу на раван еклиптике је 5,028 степени, а орбитални период износи 1217,947 дана (3,334 године). Ексцентрицитет орбите астероида износи 0,097.
Апсолутна магнитуда астероида износи 12,00 а геометријски албедо 0,173.
Астероид је откривен . 1978. године.